# Angelo Maria Ranuzzi
Angelo Maria Ranuzzi (né le 19 mai 1626 à Bologne, Province de Bologne en Émilie-Romagne, alors dans les États pontificaux, et mort le 27 septembre 1689 à Fano) est un cardinal italien du XVIIe siècle.

## Biographie
Angelo Maria Ranuzzi exerce diverses fonctions au sein de la Curie romaine, notamment au Tribunal suprême de la Signature apostolique, comme gouverneur des villes de Rimini, de Rieti, de Camerino et d'Ancône ou inquisiteur à Malte du 27 octobre 1666 au 24 mars 1668. Le pape Alexandre VII le nomme vice-légat pontifical dans le duché d'Urbino et commissaire-général de l'armée pontificale.
Il est nommé archevêque titulaire de Damiette (de) et envoyé comme nonce apostolique en Savoie (en) en 1668 puis en Pologne en 1671. En 1678 il est nommé évêque de Fano et il exerce diverses missions pour le pape en France.
Le pape Innocent XI le crée cardinal lors du consistoire du 2 septembre 1686. Il ne reçut jamais de titre. Le cardinal Ranuzzi est promu à l'archidiocèse de Bologne en 1688.
Il meurt le 27 septembre 1689 à Fano, à l'âge de 63 ans avant d'avoir reçu son titre cardinalice.